# Namin (Verwaltungsbezirk)
Namin (persisch شهرستان نمین) ist ein Schahrestan in der Provinz Ardabil im Iran. Er enthält die Stadt Namin, welche die Hauptstadt des Verwaltungsbezirks ist. Der Bezirk wird mehrheitlich von Aseris bewohnt. 

## Demografie
Bei der Volkszählung 2016 betrug die Einwohnerzahl des Schahrestan 60.659. Die Alphabetisierung lag bei 81 Prozent der Bevölkerung. Knapp 43 Prozent der Bevölkerung lebten in urbanen Regionen.
| Zensusjahr | Einwohnerzahl |
| ---------- | ------------- |
| 2011       | 61.333        |
| 2016       | 60.659        |